# John Wood (Politiker, 1798)

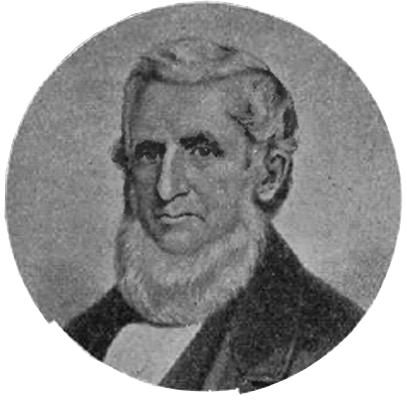
John Wood

John Wood (* 20. Dezember 1798 in Moravia, Cayuga County, New York; † 11. Juni 1880 in Quincy, Illinois) war ein US-amerikanischer Politiker und von 1860 bis 1861 der zwölfte Gouverneur des Bundesstaates Illinois.

## Frühe Jahre und politischer Aufstieg
Im Jahr 1822 zog John Wood nach Quincy in Illinois. Er war einer der ersten Einwohner in diesem Gebiet überhaupt. In der Folge hatte er einen bedeutenden Anteil an der Gründung des Adams County. Im Jahr 1834 wurde Wood städtischer Beamter in Quincy und danach langjähriger Bürgermeister dieser Stadt. Zwischen 1850 und 1854 saß er außerdem im Senat von Illinois. Nach der Gründung der Republikanischen Partei schloss er sich dieser neuen Bewegung an. Im Jahr 1856 wurde er deren Kandidat für das Amt des Vizegouverneurs. Nach dem Wahlsieg war er ab 1857 Vizegouverneur von Illinois.

## Gouverneur von Illinois
Nach dem Tod von Gouverneur William Bissell am 18. März 1860 musste er dessen angebrochene Amtszeit beenden. In seiner kurzen Amtszeit, die bereits im Januar 1861 endete, gingen die Untersuchungen um den Betrugsskandal in der Verwaltung des Illinois-Michigan-Kanals weiter. Im Mai wurde Abraham Lincoln, der seine politische Wurzeln in Illinois hatte, zum Präsidentschaftskandidaten der Republikaner ernannt. Der Konflikt zwischen den Nord- und Südstaaten wurde immer militanter und machte sich auch in Illinois bemerkbar.

## Weiterer Lebensweg
Nach dem Ende seiner Amtszeit am 14. Januar 1861 wurde Wood zu einem der Delegierten aus Illinois ernannt, die in Washington, D.C. an einer Krisenkonferenz teilnahmen. Ziel war die Verhinderung des Bürgerkrieges in allerletzter Minute. Die Konferenz blieb aber erfolglos. Zu Beginn des Bürgerkrieges wurde Wood zum Quartiermeister in Illinois ernannt. Obwohl er schon über 60 Jahre alt war, wurde er Colonel des 137. Freiwilligenregiments aus Illinois. Nach dem Krieg zog er sich aus der Öffentlichkeit zurück. Er starb am 11. Juni 1880. John Wood war mit Ann M. Streeter verheiratet, mit der er acht Kinder hatte.